# 澤井市造
澤井市造（日语：／，1850年3月3日—1912年7月27日），日本丹後國由良村（今京都府宮津市）人，台北消防組第一任組長，土木業者，營建商「澤井組」的老闆。

## 生平
澤井市造在嘉永三年（1850年）和曆一月二十日出生於由良村，年幼時父母雙亡，小學即中輟。曾擔任船員，後獲得機會在鐵道官僚松本莊一郎底下工作，因而學得鐵路建設技術。1879年12月起從事手宮幌內間鐵道工事，為其最早承包的鐵道工程，後投入北海道鐵路建設；1893年加入日本營建商「有馬組」。
日本領有台灣後，於1895年11月，以工事部主任身分來台代理有馬組所有在台事業，參與縱貫鐵路及基隆港工程。1898年自立門戶，成立「澤井組」，承攬小粗坑發電所（今桂山發電廠粗坑機組）堰堤工程，亦投入輕便鐵道建設。
1898年，澤井市造擔任台北消防組第一任頭取（組長）。1902年2月，台北廳當局遊說澤井市造出面，將組織官設的消防組，建立橫跨台北城內、大稻埕、艋舺市街的消防組織，推動該區內私設消防的統一工作，並擔任該消防組第一任頭取。1912年，澤井市造過世，遺體火化後葬於三板橋（今康樂公園）。
澤井市造在消防業界相當受到敬重。每年如遇重大節日或消防界重大事蹟，台北消防組組員都會去參拜澤井，成為該組的慣例儀式。1917年，第一消防詰所落成時，二樓陽台上也特別安置澤井市造的銅像，以資紀念。